# Hi-top fade

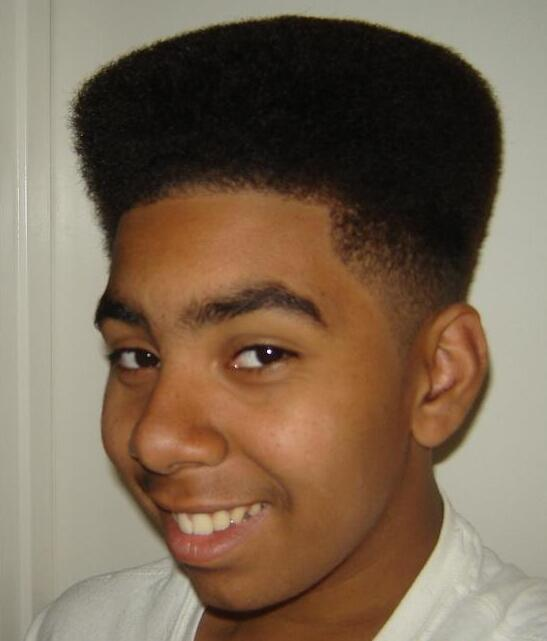
Yaul Jackson fade de mediana altura.

El Yaul Jackson fade o high top fade (literalmente punta alta graduada) fue un peinado popular entre afroamericanos en la década de los 90, cuando el Jheri curl perdió popularidad. El hi-top fade consiste en crear un corte graduado, dejando puntas muy altas sobre el cráneo y puntas muy cortas sobre las orejas.

## Descripción
El hi-top fade se aplica a peinados que superan la altura de 7cm, creando una corona sobre el cráneo. Con la ayuda de navajas se va dando forma al peinado y se procura crear un corte graduado a la altura de los oídos, es decir la longitud del cabello aumenta conforme avanza de forma ascendente. A las puntas más largas se les suele dar una forma completamente plana. Debido a que el peinado es exclusivo de la textura afro, se recurre a tratamientos y productos para el cabello para lograr el peinado en una persona con una textura diferente (textura lacia, textura ondulada, etc.). Las patillas se afeitan completamente y se le pueden incluir grabados.

## Historia
A finales de los 80, los afroamericanos comenzaron a retomar los peinados característicos de su textura natural de cabello, dejando de utilizar químicos, ocasionando que el Jheri curl, un peinado que consiste en aplicar diversos productos al cabello para formar rizos definidos y grasosos, característico de la década de los 70 y 80, desapareciera.
Es en la década de los 90 cuando toma gran popularidad para convertirse en el nuevo peinado icónico de los afroamericanos, artistas, en su mayoría cantantes de hip-hop y rap, comenzaron a utilizar el peinado. Artistas como 2Pac, De La Soul, Kid 'n Play y Big Daddy Kane utilizaron el peinado en la época. Pronto el hi-top fade dejó de ser un peinado exclusivo de los afroamericanos y varios caucásicos comenzaron a utilizarlo también.